# Каймакчал
Каймакчал или Изворец е връх в Пирин планина. Разположен е в Северния пирински дял, на Полежанското странично било. Висок е 2753 метра и е изграден от гранит.
При върха се срещат четири от циркусите на Полежанския дял. На юг е разположен Газейския циркус, на север-северозапад - циркус Юлен, на север-североизток - циркус Перлеш и на изток от Каймакчал - Десилишкия циркус.
На юг-югоизток от Каймакчал е разположен скалния гребен Ушиците. Дълга седловина свързва върха с първата игла от Ушиците - връх Голяма стража. На север от Каймакчал е разположен един от последните върхове по Полежанското странично било - връх Конарево. От Каймакчал на север-сверозапад се отделя къс рид, който оформя десния брегови склон на река Демяница и загражда циркус Юлен от запад. На североизток от Каймакчал се отделя каменистия рид Десилица (Страгата), който завършва с едноименния връх и оформя южните и югоизточни склонове на циркуса Перлеш.
Каймакчал е лесно достъпен връх. Традиционните подходи към него са по улеите на южните му склонове без пътека откъм Газейския циркус, през циркус Юлен и от Десилишкия циркус откъм Плешивото езеро. Каймакчал и околностите му се намират в границите на защитената територия на резерват Юлен в Национален парк Пирин. В района няма маркирани пътеки и достъпа до върха е желателено да става с разрешение от парковата охрана.